# Rheinische Post Mediengruppe
Die Rheinische Post Mediengruppe GmbH (bis 2021 Rheinisch-Bergische Verlagsgesellschaft mbH) ist ein 1995 gegründetes Medienunternehmen mit Sitz in Düsseldorf. Die Mediengruppe ist einer der fünf auflagenstärksten Zeitungsverlage Deutschlands.

## Geschichte
Die Gruppe geht auf den Verlag der seit 1946 erscheinenden Rheinischen Post zurück. In den folgenden Jahrzehnten baute die Mediengruppe ihre Aktivitäten auf nationaler Ebene aus. 1994 orientierte sie sich auch ins Ausland und übernahm die Verlagsgruppe Mafra in Tschechien. Die Aachener Nachrichten Verlagsgesellschaft GmbH (ANV) gehört seit 1996 zur Rheinische Post Mediengruppe. 1999 erwarb die Gruppe Anteile an der polnischen Zeitung Express Bydgoski, ein Jahr später an der ebenfalls polnischen Zeitung Nowosci Toruń. Weitere Auslandsbeteiligungen folgten 2005 mit dem Erwerb von Anteilen am niederländischen Anzeigenblattverlag Nederlandse Weekbladen Groep (NWG) sowie 2009 mit der Beteiligung an dem slowakischen Verlagshaus Petit Press (SME). 2013 verkaufte die Mediengruppe ihre Aktivitäten in Tschechien an die Agrofert-Holding von Andrej Babiš, 2014 wurden die verbliebenen Auslandsaktivitäten in den Niederlanden, Polen und der Slowakei veräußert. Am 17. Januar 2024 wurde bekannt, dass die Rheinische Post Mediengruppe ihre 30 %ige Beteiligung an der Medienhaus Aachen GmbH (ZVA, u. a. Aachener Zeitung) an die belgische Mediahuis-Gruppe in Antwerpen verkauft hat.

## Geschäftsfelder

### Tageszeitungen

#### Rheinische Post
Mit rund 194.000 Exemplaren erreicht die Rheinische Post täglich rund 730.000 Leser.

#### Saarbrücker Zeitungsgruppe
Seit 1. Januar 2013 ist die Rheinische Post Mediengruppe Mehrheitsgesellschafter der Saarbrücker Zeitung Medienhaus GmbH mit rund 2.700 Mitarbeitern. Zur Saarbrücker Zeitungsgruppe gehören unter anderem die drei Tageszeitungen Saarbrücker Zeitung, Trierischer Volksfreund und Pfälzischer Merkur, diverse Magazine, Anzeigenblätter, Web- und iPad-Auftritte sowie IT- und Logistik-Dienstleister.

#### General-Anzeiger Bonn
Im April 2018 teilte die Rheinische Post Mediengruppe mit, dass mit den Gesellschaftern der Bonner Zeitungsdruckerei und Verlagsanstalt H. Neusser GmbH, die den General-Anzeiger Bonn herausgibt, eine Vereinbarung über den Erwerb aller Anteile an dieser Gesellschaft geschlossen worden sei. Am 15. Mai stimmte das Bundeskartellamt dem Verkauf zu, die Transaktion wurde zum 1. Juni 2018 vollzogen.

### Anzeigenblattverlage

#### Panorama Anzeigenblatt GmbH, Düsseldorf
Die Panorama Anzeigenblatt GmbH bündelt die Anzeigenblattaktivitäten der Rheinischen Post Mediengruppe und der Verlagsgruppe W. Girardet. Zum Wochenende erscheinen Titel wie der Düsseldorfer Anzeiger, die Stadt-Spiegel für Krefeld, Mönchengladbach und Viersen und die Extra-Tipp-Ausgaben für Mönchengladbach, Krefeld, Viersen, Willich und Meerbusch. So entsteht eine wöchentliche Gesamtauflage von rund 1,5 Millionen Exemplaren.

#### Kurier Verlag GmbH, Neuss
Der Kurier Verlag erreicht mit seinen Anzeigenblättern samstags in Neuss, Kaarst, Grevenbroich, Rommerskirchen und Jüchen rund 145.000 Haushalte.

#### Niederrhein Verlag und Medienservice GmbH, Duisburg
Mit stadt-panorama erreicht die Niederrhein Verlag und Medienservice GmbH am Niederrhein und in den Städten Duisburg, Dinslaken, Voerde, Moers, Kamp-Lintfort, Neukirchen-Vluyn und Rheinberg jeden Mittwoch 370.000 Haushalte. Am linken Niederrhein erscheint dazu LN – Der Sonntagmorgen mit einer Auflage von 145.000 Exemplaren.

#### Rundschau Verlagsgesellschaft mbH, Wuppertal
Die Wuppertaler Rundschau erscheint in Wuppertal und wird mit einer Druckauflage von rund 162.000 Exemplaren verteilt.

#### Saarbrücker Zeitungsgruppe, Saarbrücken, Trier
Die Saarbrücker Zeitungsgruppe verfügt über sechs Publikationen im Bereich der Anzeigenblätter. Im Saarland erscheint über das Tochterunternehmen Saarländische Wochenblatt Verlagsgesellschaft (SWV) jeweils mittwochs der Wochenspiegel und samstags Die Woch. Am Standort Trier erscheint ebenfalls Die Woch, dazu der Volksfreund-TIPP.

### Digitale Medien
RP Digital
RP Online ist der Online-Auftritt der Tageszeitung Rheinische Post.
Rheinische Post App
Die Rheinische Post App gibt es sowohl auf iOS- als auch auf Android-Endgeräten.
Digital-Angebote der Saarbrücker Zeitungsgruppe
Die Saarbrücker Zeitungsgruppe verfügt in ihrem Verbreitungsgebiet (Saarbrücker Zeitung, Pfälzischer Merkur, Trierischer Volksfreund) über regionale Online-Angebote. Außerdem tritt die Gruppe als Solution Provider für Apps und Services in ihren Verbreitungsgebieten auf.
Markt Gruppe
Die Rheinische Post Mediengruppe ist seit 2013 zu 50 Prozent an der Markt Gruppe beteiligt, die in strategischer Partnerschaft mit der in München ansässigen Ippen-Mediengruppe geführt wird. Die Markt-Gruppe vereint nationale und regionale Online-Portale; dazu gehören das Kleinanzeigenportal markt.de, die Jobportale stellenanzeigen.de, yourfirm.de und regiojob-anzeiger. Über die markt.gruppe ist die Rheinische Post Mediengruppe auch an VRS Media, Bremen, beteiligt.

### Fachmedien
DVV Media Group
DVV verlegt insgesamt mehr als 80 Zeitungen, Zeitschriften, Newsletter, Fachbücher und Verzeichnisse und betreibt 35 Websites und -portale mit allen Informationen rund um die Themen Logistik und Transport, Schiffbau und Schifffahrt, Bahntechnologie und ÖPNV, innere und äußere Sicherheit sowie Travel und Meetings. Weiterhin organisiert die DVV Media Group Seminare, Kongresse und Messen. Darüber hinaus hält die DVV Media Group 100 Prozent der Anteile an DVV Media UK, Road Transport Media, Flight International AR Group. DVV stand ursprünglich für Deutscher Verkehrsverlag.

### Radio
Die Rheinische Post Mediengruppe hält Anteile an Lokalradiostationen in Nordrhein-Westfalen wie z. B. Antenne Düsseldorf, Antenne Niederrhein, Radio 90,1, an dem Mantelprogrammanbieter radio NRW, dem Regionalsender „100,5 – das Hitradio“ und an Antenne Thüringen.

### Dienstleistungen
Rheinisch-Bergische-Druckerei GmbH
Die Rheinisch-Bergische-Druckerei GmbH ist eine Tochtergesellschaft der Rheinische Post Mediengruppe und verfügt über eine Produktionsstätte in Düsseldorf-Heerdt.
RP Logistik GmbH
Die RP Logistik GmbH bündelt alle logistischen Aktivitäten am Standort Düsseldorf und betreibt eine der größten regionalen Zustellorganisationen Deutschlands. Das Tätigkeitsfeld umfasst die Zustellung von adressierten Sendungen im Bereich Tageszeitung, Zeitschriften und Infopost sowie Anzeigenblättern und Prospekten im Großraum Düsseldorf, im Bergischen Land und am Niederrhein. Insgesamt werden rund 6.200 Zustellerinnen und Zusteller beschäftigt.
delta Marktforschung
Die Gesellschaft für Marktforschung, Analyse und Beratung ist ein unabhängiges Institut für Forschungs- und Analyseprojekte. Schwerpunkte des delta-Teams sind Print-, Online- und Mobile Medien, Werbung und Kommunikation.
circ IT GmbH & Co. KG
Die circ IT bietet Verlagen folgende Dienstleistungen: Hardware wie Telefone und Rechenzentren, Systeme für den organisatorischen Betrieb, Redaktionssysteme und Archivlösungen, journalistische Portale für das Internet und Smartphones und Projektmanagement bei der Einführung neuer Produkte.

### Immobilien
Die Schadow-Arkaden sind ein Shoppingcenter in Düsseldorf. Rund acht Millionen Besucher besuchen die gut 17.500 Quadratmeter große Einkaufsgalerie der Mediengruppe. Zu den Immobilien der Mediengruppe gehören außerdem ein Gastronomie-Pavillon am Martin-Luther-Platz sowie ein Feriendomizil im Allgäu: das Haus Edelweiss in Oberstdorf mit insgesamt 21 Vier-Sterne+-Appartements.